# La reina de les guineus
La reina de les guineus (originalment en francès, La Reine des renards) és un curtmetratge d'animació suís del 2022 dirigit per Marina Rosset. Va guanyar el premi a la millor música original i premi del públic jove per a un curtmetratge al Festival de Cinema d'Animació d'Annecy. S'ha doblat al català.